# 용화교
용화교(龍華敎)는 서백일(徐白一, 본명은 서한춘(徐漢春))이 창시한 대한민국의 사이비종교로 교리를 빙자하여 금품을 갈취하고, 여신도들을 간음해 오다가 1962년에 발각되어 사회적으로 크게 물의를 빚은 집단이었다. 전라북도 김제군(現 김제시) 청도리 용화사(龍華寺)가 본부였다.

## 교주의범죄행각

### 성범죄
교주 서백일은 포고령 6호 위반혐의와 '교리를 넣어준다'는 명목으로 34명의 여수좌(여신도)들을 간음(성폭행)한 혐의로 구속되었다. 교주 서백일은 여신도를 성폭행한 것을 시인하였으나, 인간의 3대 욕구 중 하나인 성욕을 만족시킨 것이며 억제했을 때 오히려 믿음에 방해가 된다는 황당한 주장을 하는가 하면 정작 피해자인 여신도들이 사실을 부인하였다. 오히려 3월 29일 오후에 박춘희(女 당시 23)외 22명의 여신도들은 교주로부터 성폭행당한 사실이 없으며 경찰에서 집단검진을 받은 것은 인권유린이라며 한국인권옹호협회에 진정하기까지 하였다.

### 경제적착취
신도 윤모가 폭로한 바에 의하면 교주 서백일은 사건으로부터 10여년 전에 지리산에서 전라북도 완주군의 위봉사(威鳳寺)로 옮기고 전주시 완산동에 원각사(圓覺寺)와 남일사(南一寺)를 세운 후 여신도 150여명은 원각사에, 남성 신도 100여명을 남일사에 수용하였다. 그 후 교주는 쌀 3두와 부식대 1500환을 헌납받았다. 그 후 김제군(현재는 김제시) 금산면 청도리의 용화사로 근거지를 옮기고 80만여 명의 신도들을 거느렸다.
뿐만 아니라 경상남도, 경상북도, 제주도 등에서도 수많은 신자들을 거느리며 자신에게 많이 헌납한 신도에게는 현(玄), 종(宗)과 같은 존칭을 내려 다른 신도들도 자신에게 재물 등을 헌납하도록 유도하는 심리전술도 사용했다. 소위 '여언주'라는 신도 대표까지 두어 20여명씩 반을 짜서 각 도, 각 구별로 헌금을 거두었는데 헌금을 받는 날을 '공사날'이라고 하였다.
매년 1월 3일, 1월 5일, 3월 3일, 4월 1일, 4월 5일 등이 공사날이었는데, '여언주'들이 한번 들어갔다 나오면 3여만환씩 헌납되었다. '1962년 4월 8일에는 천지개벽이 있으니 살고 싶은 사람은 용화사나 원각사로 오라'는 종말론을 내세워 신도들로 구성된 수백 가구의 전 재산을 헌납받아 녹용과 인삼을 복용하였다.

### 수사 및 처벌
1962년 3월 17일에 교주의 신도간음에 대해 현장검증했으며 교주는 사건 직후와는 달리 법정에서는 간음혐의를 부인하였다. 4월 3일 전주지방검찰은 교주에게 징역 1년 6개월형을 구형하였으며, 전주지방법원은 검찰의 구형량대로 선고하였으며 교주가 이를 불복하고 항소하였으나 전주지방법원은 공소를 기각하였다.
그러나 교주 서백일은 같은 해 10월 2일에 대법원에 상고하던 중 고혈압과 뇌동맥경화등으로 광주고등법원에 병보석을 신청하였고, 광주고법이 이를 수용하여 석방되었으며 원각사에서 요양하게 되었다. 이후에도 교주 서백일의 범죄행각은 계속되었고 결국 1964년 11월 5일에 전라북도 경찰은 서백일이 도피하자 상습사기, 횡령, 간음 혐의로 그를 수배하였다.

## 교세 몰락

### 교주 피살
1966년 3월 27일 새벽 2시 20분경에 교주 서백일이 소윤하(당시 23, 본명은 소재열)에게 칼에 찔려 살해당했다. 살해범 소윤하는 교주가 불교와 유사한 교리를 내세워서 신도들로부터 위협, 공갈과 이를 통한 금품 갈취 및 여신도 간음을 일삼았기 때문에 더 이상 두고 볼 수 없어 살해하였다고 하였다. 그는 교주를 살해한 후 경찰에 자수하였으며, 양심의 가책을 느끼지만 후회하지는 않는다고 하였다. 소윤하는 용화교 신도였다가 서백일을 살해한 시점으로부터 5년 전(1961년)에 조계종으로 개종하였으며, 이후 교주 서백일에 대하여 앙심을 품어 왔다.

### 교세 몰락
교주 사망 후 용화교의 교세는 급격하게 쇠락하였다. 용화사는 폐허에 가깝게 인적이 아주 뜸해졌으며 용화사에 머물러온 여수좌들은 동냥으로 연명하거나 연고자를 찾아갔다. 교주 사후에 용화교는 형식상의 종주였던 노신도 김덕연(1966년당시 71)에 의해 겨우 명맥만 유지하게 되었으며 용화사에 일부 열성 신도들과 갈 곳 없는 남수좌(男首座)들만 남았다.
교주의 무덤을 통과하여 흐르는 물을 마시고 몸에 바르면 병이 낫는다고 믿은 일부 광신도들만 몰려드는 정도로 몰락했다.
한 편 교주 피살사건에 관하여 전주지방법원은 살해범 소윤하에게 검찰 구형량보다 5년 낮은 징역 10년을 선고하였다. 이에 대하여 소윤하는 항소하였는데 광주고등법원은 원심을 깨고 소윤하에게 징역 5년만 선고하였으며, 대법원은 소윤하의 상고를 기각하여 광주고등법원의 원심이 확정되었다.

## 논픽션 용화교
서울지방검찰청 특별단속반은 1969년 7월 12일에 음란서적 제작 및 반포 혐의로 월간지 '아리랑'에 논픽션(실화)'용화교'를 연재했던 작가 탁명환(전 국제종교문제연구소 소장, 1937~1994)과 동발행인 박세준, 동편집인 전승욱을 입건하였지만, 법원이 부분적으로 남녀관계의 음란한 묘사가 삽입되었다 해도 전체적인 내용으로 보아 외설이 아니라도 판단하여 기각하자 14일 오후에 다시 영장을 신청하였다. 결국 검찰은 저자 탁명환과 아리랑사 편집자 전승우(당시 34)를 음란문서의 제조혐의로 14일 밤에 구속하고, 15일 오전에 기소하였다.
1971년에 서울형사지방법원 목요상 판사는 유죄를 인정하나 정상을 참작하여 선고유예판결을 내렸다. 재판부는 "허울좋은 교리를 앞세워 죄악을 일삼는 유사종교의 내막을 폭로하려는 작가의 의도는 인정되나 그 표현방법이 노골적으로 음란한 것이므로 유죄를 인정하나 정상을 참작한다."고 밝혔다. 이후 탁명환은 같은 해 6월 1일에 서울YMCA소강당에서 논픽션 용화교 출판기념회와 한국신흥유사종교사진전을 열었다.

## 같이 보기
- 백백교
- 한국의 신흥종교
- 신흥 종교
- 사이비 종교
- 신흥 종교 목록